# Thomas W. Bechtler
Thomas Walter Bechtler (* 26. Juli 1949 in Zürich; heimatberechtigt in St. Gallen) ist ein Schweizer Unternehmer und Kunstsammler.

## Leben
Thomas W. Bechtler ist der Sohn von Walter Andreas Bechtler und Minnie Hélène Bechtler-Heer.
Er studierte Rechtswissenschaften an der Universität Zürich und später an der Universität Genf und der Harvard University.
Er leitet seit 1982 als Delegierter des Verwaltungsrates die von ihm und seinem Bruder Ruedi Bechtler kontrollierte Familienholding Hesta AG. Die Gesellschaft war vor allem im Investitionsgütersektor über die Zellweger-LUWA-Gruppe tätig. Dazu gehörten die Bereiche Klimatechnik (LUWA), elektronische Geräte bei Zellweger Telekom und Zellweger Uster. Weitere Beteiligungen waren das Elektroinstallationsunternehmen Burkhalter und der Textilhersteller Schiesser. In den letzten Jahren hat er das Unternehmen grundlegend transformiert und schliesslich auch auf die Interessen der grossen Familie ausgerichtet. Heute ist die Hesta AG eine Immobiliengesellschaft und ein Investitionsfond. Bechtler hatte weitere Verwaltungsratsmandate bei mehreren grossen Schweizer Industrieunternehmen inne.
Bechtler ist verheiratet mit Cristina Bechtler, hat sieben Kinder und wohnt in Küsnacht.

## Gesellschaftliche und kulturelle Aktivitäten
Bechtler führt gemeinsam mit seinem Bruder die «Walter Bechtler Stiftung», welche  Werke zeitgenössischer Kunst im öffentlichen Raum oder in Museen platziert. Zudem widmet er sich als aktiver und engagierter Sammler im Bereich der zeitgenössischen Kunst seiner eigenen Sammlung.
Von 1987 bis 2002 war er Präsident der Zürcher Kunstgesellschaft, dem Trägerverein des Kunsthauses Zürich. In seiner Präsidialzeit wurde die Renovation des Kunsthauses in die Wege geleitet, zog die Administration des Kunsthauses in die Villa Tobler und wurde das Konzept für den Erweiterungsbau am Pfauen lanciert. Thomas Bechtler engagiert sich weiterhin zu Gunsten des Kunsthauses Zürich.
Während vieler Jahre setzte sich Thomas Bechtler mit Fragen der Entwicklungspolitik, der Umweltpolitik und den Menschenrechten auseinander. So war er von 1987 bis 1999 Präsident der Swisscontact, einer der grössten schweizerischen Entwicklungshilfeorganisationen. Seit 2005 ist Thomas Bechtler Vorstandsvorsitzender des Komitees Zürich der Menschenrechtsorganisation Human Rights Watch und entwickelt dieses Zürcher Komitee laufend weiter.